# La embriaguez de Noé (Giovanni Bellini)
La Embriaguez de Noé es una de las obras del periodo de madurez del pintor renacentista italiano Giovanni Bellini. Se conserva en el Museo de Bellas Artes, en Besanzón (Francia). Fue pintado alrededor de 1515. Está realizado al temple sobre tabla y mide 103 cm de alto por 157 cm de ancho.

## Historia
La pintura pertenece a la última etapa de la carrera del artista, cuando absorbió la novedad de la tonalidad de Giorgione. Atribuida en el pasado a diversos artistas como a Cariani (por Bernard Berenson), al joven Lorenzo Lotto (por Gilbert, 1956) y al joven Tiziano (por Heinemann, 1962), fue reconocida como una obra tardía de Bellini por Roberto Longhi, experto cuya opinión siguieron todos los sucesivos críticos, incluyendo al mismo Berenson quien cambió su opinión inicial en 1957.

## Descripción
Noé duerme desnudo. La copa y los racimos de uvas junto a él y la viña que forma el fondo sugieren la borrachera. Sus hijos le rodean. Sem y Jafet, a derecha e izquierda, desvían la mirada mientras cubren a su padre con un manto rojo, pero Cam en el centro, lo mira y se ríe.